# Arganzuela
Arganzuela – jest jednym z 21 dystryktów wchodzących w skład Madrytu. Leży na wschód od rzeki Manzanares. Przez dystrykt przebiega autostrada .

## Podział administracyjny
Arganzuela dzieli się administracyjnie na 7 dzielnic:
- Imperial
- Acacias
- Chopera
- Legazpi
- Delicias
- Palos de Moguer
- Atocha